# Sarashina Nikki
El Diario de Sarashina ( 更 级 日记 Sarashina Nikki?) es un libro de memorias escrito en el siglo XI por "Sugawara no Takasue no musume", dama de compañía del periodo Heian en Japón.

## Contenido y autoría
La obra destaca por las descripciones de los viajes y peregrinaciones que realizó su autora y es único en la literatura de su época, así como uno de los primeros ejemplos del género de viajes. 
"Sugawara no Takasue no musume" significa hija de Sugawara no Takasue y se desconoce cual era su nombre real. El profesor británico, Ivan Morris, que tradujo el diario, se refería a ella como Lady Sarashina. Lady Sarashina escribió el diario en los últimos años de su vida. Había nacido en el año 1008 y en su infancia, viajó por las provincias con su padre, un asistente del gobernador, y volvió a la capital algunos años más tarde. Su narración del largo viaje de regreso a la capital que duró tres meses, son únicos en la literatura Heian. Lady Sarashina era sobrina, por parte de madre, de la Madre Michitsuna, autora de otro famoso diario de la época, el Kagero Nikki (se desconoce también el nombre personal de la Madre Michitsuna, ya que en la época era una práctica bastante común el no hablar del nombre de nacimiento de una mujer).
La copia más autorizada de Sarashina Nikki, fue realizada por el poeta Fujiwara no Teika en el siglo XIII, doscientos años después de que fuera escrito.